# Longicoelotes kulianganus
Longicoelotes kulianganus là một loài nhện trong họ Agelenidae.
Loài này thuộc chi Longicoelotes. Longicoelotes kulianganus được Ralph Vary Chamberlin miêu tả năm 1924.